# ماریان وانچ
ماریان میکووای وانچ (لهستانی: Marian Mikołaj Łącz؛ ‏ ۵ دسامبر ۱۹۲۱ – ۲ اوت ۱۹۸۴) بازیکن پیشین فوتبال و بازیگر سینما و تلویزیون اهل لهستان بود.
از فیلم‌ها یا برنامه‌های تلویزیونی که وی در آن نقش داشته‌است، می‌توان به سرنوشت‌های لهستانی، یانوشیک، وقتی منو بگیری باهام چکار می‌کنی؟، خیابان فرعی ۴، تدی خرسه، خانه، لوتنا، سایه و دوست بدار یا رها کن اشاره کرد.
از باشگاه‌هایی که در آن بازی کرده‌است می‌توان به باشگاه فوتبال پولونیا ورشو و باشگاه فوتبال لخیا گدانسک اشاره کرد. وی همچنین در تیم ملی فوتبال لهستان بازی کرده‌است.